# Impasse de Nevers
Impasse de Nevers är en återvändsgata i Quartier de la Monnaie i Paris sjätte arrondissement. Gatan är uppkallad efter Hôtel de Nevers. Impasse de Nevers börjar vid Rue de Nesle 13 och Rue de Nevers 22.

## Omgivningar
- Saint-Germain-des-Prés
- Saint-Séverin
- Passage Dauphine
- Rue des Poitevins
- Rue Mazarine
- Rue Guénégaud
- Square Gabriel-Pierné
- Impasse Hautefeuille
- Rue de Nevers
- Rue de Nesle
- Hôtel des Monnaies
- Hôtel Sillery-Genlis

## Bilder
| - Gatuskylt. - Impasse de Nevers med resterna av Enceinte de Philippe Auguste, en stadsmur uppförd av Filip II August. - Saint-Germain-des-Prés. - Saint-Séverin. |

## Kommunikationer
- Tunnelbana – linje  – Saint-Michel – Notre-Dame
- Tunnelbana – linjerna   – Odéon
- Busshållplats Pont Neuf – Quai des Grands Augustins – Paris bussnät

### Webbkällor
- ”Impasse de Nevers”. Mairie de Paris. https://web.archive.org/web/20150910071517/http://www.v2asp.paris.fr/commun/v2asp/v2/nomenclature_voies/Voieactu/6678.nom.htm. Läst 28 oktober 2023.
- ”Impasse de Nevers”. Les rues de Paris. https://web.archive.org/web/20190727155714/http://www.parisrues.com/rues06/paris-06-impasse-de-nevers.html. Läst 28 oktober 2023.